# Les Anses-d'Arlet
Les Anses-d'Arlet è un comune francese di 3.884 abitanti situato nel dipartimento d'oltre mare della Martinica.